# Стекловидное тело
Стекловидное тело (лат. corpus vitreum) — гелеподобное (студнеобразное) прозрачное вещество, заполняющее пространство между хрусталиком и сетчаткой в глазу. Оно занимает около 2/3 объёма глазного яблока, является его постоянной структурой, не регенерирует и замещается при потере внутриглазной жидкости.

## Состав и строение
Стекловидное тело принято подразделять на 3 части: захрусталиковую (pars retrolentalis); ресничную (pars cillaris), прилегающую к плоской части ресничного тела, и заднюю (pars posterior), примыкающую к сетчатке.
На 99 процентов стекловидное тело состоит из воды, особо связанной с молекулами протеогликанов
и гликозаминогликанов, из которых в стекловидном теле присутствует в основном гиалуроновая кислота. Передней поверхностью, на которой имеется ямка (fossa patellaris), стекловидное тело прилегает к задней поверхности хрусталика; на остальном протяжении стекловидное тело соприкасается с внутренней ограничивающей мембраной сетчатой оболочки. От диска зрительного нерва на сетчатке к хрусталику через стекловидное тело проходит гиалоидный канал. Остов стекловидного тела (stroma vitreum) образует тонкая сеть переплетающихся между собой волокон различных форм белка коллагена (специфичные для стекловидного тела формы коллагенов также называют витрозинами). Промежутки между волокнами заполнены жидкостью (humor vitreus). Такая структура стекловидного тела придает ему характер студенистой массы.
В стекловидном теле присутствуют клетки — гиалоциты, в основном располагающиеся на его границах. Эти клетки участвуют в секреции гиалуроновой кислоты, коллагенов и растворимых белков стекловидного тела, а также образуют гемидесмосомы, которые обеспечивают прикрепление стекловидного тела к выстилающей мембране сетчатки. По происхождению большинство гиалоцитов является макрофагами.
Стекловидное тело, если нет никаких патологий, при рождении имеет однородную структуру, но в процессе развития происходят дегенеративные процессы, при которых идет разобщение структурных компонентов. Особенно выраженными они бывают при миопии.

## Функции
Основными функциями стекловидного тела являются:
- придание глазу правильной формы;
- преломление света, поступающего на сетчатку глаза;
- обеспечение тургора тканей;
- обеспечение несжимаемости глаза.

## Патологии
Наиболее частой патологией является деструкция стекловидного тела, которая может быть разной степени выраженности, в том числе нуждающаяся в хирургическом лечении (селективной витрэктомии). Еще одной из патологий стекловидного тела является грыжа. Может возникать результате экстракции хрусталика в капсуле, вывихов и подвывихов его в стекловидном теле. 